# Działko Ho-1
Działko Ho-1 (ホ一, Ho ichi) – japońskie działko lotnicze kalibru 20 mm z okresu II wojny światowej. Powstało jako wersja rozwojowa automatycznego karabinu przeciwpancernego Typ 97.

## Nazwa
Broń automatyczna powyżej kalibru 11 mm używana w samolotach Cesarskiej Armii Japońskiej określana była mianem kikan hou (działko automatyczne).  Do 1940 dalsze oznaczenie, np. „Typ 89” oznaczało według kalendarza japońskiego rok wprowadzenia do służby 2598 (1938 według kalendarza gregoriańskiego).  Po 1940 wprowadzono nowy system oznaczeń w którym broń automatyczna powyżej kalibru 11 mm otrzymywała oznaczenie ho będące skrótem od kana hou oraz shikki – numer kolejny, typ.

## Historia
Działko Ho-1 i Ho-3, których głównym projektantem był Masaya Kawamura. zostały zaprojektowane jako wersje rozwojowe automatycznego karabinu przeciwpancernego Typ 97.  Działko Ho-1 zostało zaprojektowane jako broń ruchoma i było zasilane piętnastonabojowym magazynkiem bębnowym, a Ho-3 było bronią nieruchomą z 50-nabojowym magazynkiem.  Obydwa działka używały dużego naboju 20x125 dającemu im znaczną siłę niszczącą ale miały raczej niską szybkostrzelność.
W działko był uzbrojony między innymi bombowiec Nakajima Ki-49.